# CK Wänershof
För sportanläggningen i Mariestad, se Vänershof.
CK Wänershof, cykelklubb i Vänersborg bildad 1928. Är en av Sveriges bästa ungdomsklubbar och har även Sveriges bästa seniorlag inom landsvägscykling.
Klubben har bland annat fostrat före detta landslagscyklisterna Björn Johansson och Magnus Knutsson som deltagit i flera VM och OS. Björn Johansson tog en bronsmedalj i lagtempo i OS 1988 i Seoul, Sydkorea. 